# 餘橋疑吾
餘橋疑吾（？—？），是周朝时期吳國的君主之一，為吳國第九任君主，承襲父亲彊鳩夷擔任吳國君主。餘橋疑吾死后，儿子柯盧继位。
| 前任： 彊鳩夷 | 吴国君主 | 繼任： 柯盧 |